# UFC 116
UFC 116: Lesnar vs. Carwin（ユーエフシー・ワンシックスティーン：レスナー・バーサス・カーウィン）は、アメリカ合衆国の総合格闘技団体「UFC」の大会の一つ。2010年7月3日、ネバダ州ラスベガスのMGMグランド・ガーデン・アリーナで開催された。
大会サブタイトル「Lesnar vs. Carwin」の通り、メインイベントではUFC世界ヘビー級王者ブロック・レスナーと同級暫定王者シェイン・カーウィンによる世界ヘビー級王座統一戦が行われた。

## 大会概要
メインイベントの世界ヘビー級タイトルマッチでは、正王者レスナーが暫定王者カーウィンを2Rで降し、ヘビー級王座の統一を果たすとともに、同王座の2度目の防衛に成功した。
元来、レスナーとカーウィンのヘビー級タイトルマッチはUFC 106で実施される予定であったが、レスナーの疾病による中止で、カーウィンはUFC 111でフランク・ミアに勝利してヘビー級暫定王座を獲得、今大会でのタイトルマッチの実現に至った。
ROCヘビー級王者リカルド・ロメロ、キャリア6戦全勝のデイブ・ブランチがUFCデビュー。

### カード変更
第10試合では秋山成勲とヴァンダレイ・シウバが対戦予定であったが、シウバが大会直前の負傷により欠場したため、替わって2週間前のThe Ultimate Fighter 11 Finaleで試合をしたばかりのクリス・リーベンが代役で出場した。

## 試合結果

### プレリミナリィカード
第1試合 ヘビー級 5分3R
○  ジョン・マドセン vs.  カーロス・ヴェモラ ×
3R終了 判定3-0（30-27、30-27、30-27）
第2試合 ウェルター級 5分3R
○  ダニエル・ロバーツ vs.  フォレスト・ペッツ ×
3R終了 判定2-1（29-28、29-28、28-29）
第3試合 ミドル級 5分3R
○  ジェラルド・ハリス vs.  デイブ・ブランチ ×
3R 2:35 KO（バスター）
第4試合 ミドル級 5分3R
○  ケンドール・グローブ vs.  ゴラン・レルジッチ ×
3R終了 判定2-1（30-27、28-29、29-28）

### Spike中継カード
第5試合 ライトヘビー級 5分3R
○  リカルド・ロメロ vs.  セス・ペトルゼリ ×
2R 3:05 ストレートアームバー
第6試合 ヘビー級 5分3R
○  ブレンダン・ショーブ vs.  クリス・タッチシェラー ×
1R 1:07 TKO（レフェリーストップ：右ストレート→パウンド）

### メインカード
第7試合 ライト級 5分3R
○  ジョージ・ソテロポロス vs.  カート・ペレグリーノ ×
3R終了 判定3-0（30-27、30-27、29-28）
第8試合 ライトヘビー級 5分3R
○  ステファン・ボナー vs.  クシシュトフ・ソシンスキー ×
2R 3:08 TKO（レフェリーストップ：膝蹴り→パウンド）
第9試合 ウェルター級 5分3R
○  クリス・ライトル vs.  マット・ブラウン ×
2R 2:02 ストレートアームバー
第10試合 ミドル級 5分3R
○  クリス・リーベン vs.  秋山成勲 ×
3R 4:40 三角絞め
第11試合 UFC世界ヘビー級王座統一戦 5分5R
○  ブロック・レスナー vs.  シェイン・カーウィン ×
2R 2:19 肩固め
※レスナーが王座の2度目の防衛に成功。

### 各賞
ファイト・オブ・ザ・ナイト：ステファン・ボナー vs. クシシュトフ・ソシンスキー、クリス・リーベン vs. 秋山成勲
ノックアウト・オブ・ザ・ナイト：ジェラルド・ハリス
サブミッション・オブ・ザ・ナイト：ブロック・レスナー
各選手にはボーナスとして75,000ドルが支給された。